# Situiertes Lernen
Situiertes Lernen ist ein Begriff dafür, dass Lernen stets in spezifischen sozialen und vorlaufsbezogenen Verortungen (Situierungen) begriffen werden muss. Die Theorie des situierten Lernens beleuchtet die soziale Verankerung individuellen Lernens. Jean Lave und Étienne Wenger waren federführend in der Weiterentwicklung der Idee.

## Nähere begriffliche Eingrenzungen
Eine Vielzahl von Lerntheorien versucht zu erklären, wie menschliches Lernen abläuft. Der größte Teil dieser Theorien fokussiert allerdings den einzelnen Menschen als Lernenden. Anfang der 1990er Jahre haben sich Wissenschaftler verschiedener Fachdisziplinen zusammengefunden, um die soziale Dimension des Lernens zu ergründen.
Für das Verständnis der Theorie ist es wichtig, die theoretischen Leitgedanken des Konzeptes näher zu betrachten. Auch diese Leitgedanken wurden im Zuge der Entwicklung der Theorie zum Teil mit dieser gemeinsam weiterentwickelt. Zu den Leitgedanken gehören die Bedeutungsaushandlung, der situierte Kontext einschließlich der Theorie der Communities of Practice sowie die Identitätsentwicklung als eines der Hauptziele des Lernprozesses für den lernenden Menschen. Ein weiterer zentraler Gedanke des theoretischen Modells des situierten Lernens ist, dass sich der soziale Kontext, der individuelles Lernen ermöglicht, mit dem lernenden Menschen weiterentwickelt. Eine Theorie, die diese Denkrichtung aufgenommen hat, ist die distribuierte Kognition.

## Kerngedanken der Theorie

### Auf welche Lernsituationen bezieht sich das theoretische Modell situierten Lernens?
In vielen Modellen des Lehrens und Lernens werden spezifische Lernsituationen näher betrachtet (so z. B. das Lernen im Klassenzimmer). Beim situierten Lernen hat es einen Wandel in der fokussierten Lehr-/Lernsituation gegeben.
- Zunächst standen alltägliche Lehr-/Lernsituationen im Fokus der Aufmerksamkeit. Nicht das Lernen als solches stand dabei alleinig im Vordergrund, sondern die Handlungssituation, in die Lernen verwoben und eingebettet ist. Situationen, die für die Entwicklung des Modells analysiert wurden, waren vor allem die informelle ‚Ausbildungssituation‘ Apprenticeship.
- Das Modell wurde als ‚allgemeingültig‘ entwickelt: Situiertes Lernen findet nicht nur in ‚Apprenticeship‘-Situationen statt, sondern auch im situierten Kontext in Schulen und Unternehmen. Die Grundannahme der Modellentwickler ist hier, dass Lernen niemals ohne einen solchen Kontext stattfinden kann (siehe Wenger, der die drastischen Folgen der Blockierung für Einzelne und Unternehmen beleuchtet). Aufgrund des lukrativen Anwendungsgebiets fand eine Fokussierung des Modells auf Unternehmen statt.

Jede Situation verfügt über spezifische Kontextelemente, die die Lernsituation und die Möglichkeiten für das Individuum und die Lerngemeinschaft prägen.
- Ein Modell, das die Doppellagigkeit schulischer Lernsituationen beleuchtet, den ‚Fingerabdruck‘ der Kontextsituation Schule analysiert, steht noch aus (in Ansätzen Bernd Hackl, Klaus Holzkamp).
- Ein Modell, das die Verzahnung individueller Entwicklung im situierten Kontext analysiert, ist in Entwicklung.

### Lernen als ‚Negotiation of Meaning‘ – Bedeutungsaushandlung
Theorien situierten Lernens haben eine gemeinsame Ausgangsannahme. Sie richten sich gegen Annahmen, dass Wissen von dem Lehrenden an den Lernenden übermittelt wird, so dass der Lernende nachher das gelernte Wissen in genau derselben Form besitzt wie der Lehrende (vgl. Nürnberger Trichter). Die Theorie des situierten Lernens hingegen geht davon aus, dass Wissen nicht von einer Person auf eine andere transferiert werden kann. Lernen bedarf vielmehr der Aushandlung von Bedeutung in der Situation ('Situation Backtalk, Schoen, 1986) und der Aushandlung in sozialen Bedingungsgefügen.
Jean Lave und Etienne Wenger fassen diese Ausgangsannahme zusammen:

“Learning as internalization is too easily construed as an unproblematic process of absorbing the given, as a matter of transmission and assimilation.”

Diese schlichte Hinnahme von Lernen als Aufnahme von Wissen wird im Konzept des Situierten Lernens kritisch durchleuchtet.

### Situierter Kontext
Die Theorie situierten Lernens besagt, dass Lernen ‚situiert‘ stattfindet. Das heißt, Lernen ist eingebettet in den situativen Kontext. Der Begriff der Situiertheit geht auf eine Wortneuschöpfung (Neologismus) von Lucy Suchman in der Mitte der 1980er Jahre zurück. Suchman zeigte die Bedeutung des Kontexts für menschliche Kognition auf und brachte damit eine bis dahin unterbelichtete Perspektive in die Kognitionsdiskussion ein, die sich bis dahin auf das menschliche Gehirn als 'Sitz der Kognitionsmaschine' (s. auch die Kritik von Nardi 1998) beschränkt hat.
Kontext wird interpretiert als
- Reifikationen (Werkzeuge, Anleitungen, Gedankenmodelle, Pläne, s. Suchman 1987)
- Praxis im sozialen Kontext (z. B. Lave, Wenger 1991)

Situiertheit bedeutet im Rahmen des theoretischen Modells situierten Lernens somit im sozialen Kontext stattfindend mit einem Schwerpunkt einer Analyse ebendieses Kontexts.

### Aufbau von Identität im Vordergrund
Ein weiteres zentrales Element der Theorie Situierten Lernens ist, dass nicht der Aufbau von kognitiven Strukturen im Vordergrund steht. Es besteht eine Wechselbeziehung zwischen personeninternen (Kognition) und personenexternen Prozessen (Situation). Mit Situation ist nicht nur ein materieller Aspekt gemeint (zur Verfügung stehende Werkzeuge usw.), sondern auch und insbesondere die soziale Umwelt des Lernenden.
Im Konzept Situierten Lernens findet Lernen statt als 'Bedeutungsaushandlung' beim/bei der
- Aufbau, Ausweitung und Änderung von Identität
- Ausweitung von Partizipationsmöglichkeiten in sozialem Kontext.

Chaiklin und Lave erläutern:

“We have come to the conclusion […] that there is no such thing as ‘learning’ sui generis, but only changing participation in the culturally designed settings of everyday life. Or, to put it in other way around, participation in everyday life may be thought of as a process of changing understanding in practice, that is, as learning.”

“Learning to-do is part of learning to become and to belong.”

### Die Bedeutung des situierten Kontexts für das Lernen
Von zentraler Bedeutung ist die Rolle sozialer Interaktion im Konzept situierten Lernens. Soziale Interaktion wird im Konzept Situierten Lernens interpretiert als ein ‚Raum‘, in dem Erfahrungen gemacht werden und Kompetenzen entwickelt werden können (Wenger 1998). Soziale Kontakte dienen als Möglichkeit für den einzelnen Bedeutung auszuhandeln. Sie ermöglichen Individuen, Praktiken auszuführen und verstehen zu lernen, die sie ohne fremde Hilfe nicht vollbringen könnten.
Was hat die Umwelt mit dem Prozess des Lernens des einzelnen zu tun?
Die Idee von Lernen in einem situierten Kontext bringt die Vorstellung von Lernen in einem sozialen Kontext mit sich. Diese Grundannahme wird häufig verwechselt mit dem ‚Learning by Doing‘. Der Fokus beim Konzept von ‚Learning by Doing‘ liegt auf dem Praxisbezug und nicht auf der Analyse des sozialen Bedingungsgefüges, wie dies beim ‚Situated Learning‘ der Fall ist. Lave und Wenger (1991) unterstreichen, dass das Modell des Situierten Lernens eine drastische Ausweitung der theoretischen Grundannahmen und Modelle eines ‚Learning in Doing‘ bedeute.

“This conception of situated learning clearly was more encompassing in intent than conventional notions of ‘learning in situ’ or ‘learning by doing’ for which it was used as a rough equivalent. […] We have tried to capture this new view under the rubric of legitimate peripheral participation. Discussing each shift in turn may help to clarify our reasons for coming to characterize learning as legitimate peripheral participation in communities of practice.”

Zur Erklärung dieser Arten der 'Einbettung' wurden weitere theoretische Modelle entwickelt:
- Das Modell Legitimer Peripherer Partizipation (Lave, Wenger 1991)
- Das Modell der Communities of Practice, die den Ort bilden, in dem Legitime Periphere Partizipation stattfinden kann oder auch verhindert wird (Wenger 1998)
- Das Modell des Scaffolding (Wood et al. 1978; Bruner et al. 1976; basierend auf der Grundannahme einer Zone of Proximal Development, Vygotsky, 1930/1978)

### Ausbildung von Identität und Formung der Umwelt im Wechselspiel
Eine weitere Grundannahme Situierten Lernens ist, dass der einzelne Mensch nicht nur durch sein Umfeld geprägt wird, sondern dass dieser auch selbst sein Umfeld prägt. Einerseits eröffnet die Community of Practice den Erfahrungsraum für Legitime Periphere Partizipation (oder blockiert den Zugang zu ihr) für den Newcomer. Andererseits formen die Mitglieder einer Community of Practice die Praxis dieser Community.
Lave zitiert hierzu Giddens und Bourdieu:

“We have to avoid any account of socialization which presumes either that the subject is determined by the social object (the individual simply as ‘moulded by society); or, by contrast, which takes subjectivity for granted as an inherent characteristic of human beings, not in need of explication.”

“We shall escape from the ritual either/or choice between objectivism and subjectivism […] only if we are prepared to inquire into the mode of production and functioning of the practical mastery which makes possible both an objectively intelligible practice and also an objectively enchanted experience of that practice.”

### Bezug zur Konstruktivismusdiskussion in der deutschsprachigen Literatur
Wissen entsteht immer durch einen aktiven Konstruktionsprozess beim Lernenden im situativen Kontextbezug, was dem Situierten Lernen seinen Namen gegeben hat. Diese Theorie wird in der deutschsprachigen Literatur häufig im Kontext der Konstruktivismusdiskussion gesehen. In der englischsprachigen Literatur, aus der der Begriff der ‚Situatedness‘ entstammt, wird kaum ein Bezug zum Konstruktivismus hergestellt. Die Gruppe der Autoren, die den Begriff des ‚Situated Learning‘ entwickelt haben, weist sogar explizit darauf hin, dass das theoretische Gebiet trotz überlappender Bedeutungshöfe mit konstruktivistischen Theorien einem deutlich anderen Erkenntnisinteresse folgt (nämlich der Entwicklung eines Analyserahmens für die Beurteilung des sozialen Kontextes von individuellen Lernhandlungen).

## Anwendung des theoretischen Analysekonzeptes

### Vom Analysemodell zur Anwendung
Das Konzept des Situierten Lernens war ursprünglich als ein Modell zur Analyse von Lernsituationen gedacht (Suchman 1987; Lave, Wenger 1991).
Als solches ist die Idee der Situiertheit Ende der 1980er Jahre Gegenstand zahlreicher neuer theoretischer Modelle geworden (so das 'Situated Learning' von Lave und Wenger, das Konzept der ‚Communities of Practice‘).
Diese Analysemodelle wurden dann als Grundlage für Designkonzepte genutzt.
‘’

### Anwendung
Die Theorie Situierten Lernens wurde in verschiedenen Gebieten angewendet.
Diese umfassen unter anderem die Gestaltung von beruflichen und schulischen Lernprozessen.
Sie richten sich auf
- die Gestaltung von einzelnen Lernsituationen
- die Ausgestaltung des Lernumfeldes
- die Umgestaltung von umfassenderen Organisationsprozessen und Institutionen (siehe beispielsweise Brown, Duguid 1991).

### Anwendungsbeispiel: Gestaltung einer Lernsituation und eines Lernumfeldes
Die Theorie des situierten Lernens geht davon aus, dass Wissen bei Lernenden durch einen aktiven Konstruktionsprozess neu entsteht. Hieraus sind Konsequenzen für die Gestaltung von Lernumgebungen zu ziehen.
Wird eine Lernsituation gestaltet, die berücksichtigt, dass Lernen nicht nur auf ‚gehirninternen‘ Prozessen beruht, sondern vor allem auf Kontexteinbettung und die Aushandlung von Bedeutung in sozialen Beziehungen beruht, sollte die grundsätzliche Situation des Lernenden während des Lernens berücksichtigt werden. Pädagogische Ansätze, die auf diesem Grundgedanken aufbauen, kritisieren besonders die Vermittlung von abstraktem Wissen mittels Frontalunterricht. Begründet wird dies mit einer so geschaffenen Lernsituation, die späteren Möglichkeiten der Wissensnutzung nicht entspricht. Das Erlernte wird bei traditionellen Unterrichtsformen zu trägem Wissen – es kann zwar behalten und reproduziert werden, eine Anwendung dieses Wissens fällt den Lernenden aber häufig schwer. Lern- und Anwendungssituationen sind deshalb möglichst ähnlich zu gestalten, da Wissen als stark kontextgebunden angesehen wird. Dies bedeutet also, dass die Situation, in der Lernen stattfindet, schon so gestaltet werden soll, dass sie der Situation, in der das Wissen genutzt wird, gleicht. Nur auf diese Art kann das Unterrichtsziel, Wissen außerhalb von Lernsituationen zu verwenden, erreicht werden. Als Forderungen an den Unterricht ergeben sich daher folgende Aspekte:
- Lernen und Arbeiten in Gruppen
- Nutzung von Hilfsmitteln
- Berücksichtigung der Anwendungsgebiete des Wissens

### Die Rolle des Lehrenden
Der Lehrende (sei es eine Person oder ein Lernmedium) hat eine andere Rolle beim situierten Lernen als der Lehrer im traditionellen Ansatz, wo der Lehrende und sein Lehrgegenstand im Mittelpunkt stehen. Der Lernende und sein Lernprozess befinden sich im Mittelpunkt, und der Lehrende hat die Aufgabe, ihm Werkzeuge zu liefern und Hilfestellung zu geben. Beurteilt wird der ganze Lernprozess, wobei der Lehrer eine unterstützende Rolle als Coach einnimmt.
Der Lehrende soll ein Experte in seinem Fachbereich sein und mit dem Lernenden gemeinsam an einer komplexen Aufgabenstellung arbeiten. Dabei steht der Dialog zwischen ihnen im Mittelpunkt. Mit der Zeit lenkt der Experte immer weniger, vielmehr reagiert er auf Fragen des Lernenden.

### Situierte Kognition und Instruktion
Es gibt verschiedene Modelle, die Instruktionen entwickelt haben, wie Situiertes Lernen aussehen soll. Die Gemeinsamkeiten dieser Modelle lassen sich folgendermaßen zusammenfassen:
- Die Lernumgebung soll so gestaltet sein, dass es dem Lernenden möglich ist, an realistischen Problemen und authentischen Situationen zu arbeiten. Dies soll gewährleisten, dass dem Lernenden der Anwendungskontext klar wird und dass eine Anwendung außerhalb der Lernsituation erfolgreich ist. Das Lernen und der Lerninhalt sollen keine Selbstzwecke sein, sondern Möglichkeiten zur Lösung vielfältiger Alltagsprobleme schaffen.
- Den Lernenden sollen durch die Lernumgebung verschiedene Kontexte, in denen das Gelernte gesehen werden kann, geboten werden. Dem Lernenden soll klar werden, dass Wissen nicht nur auf einen einzigen Kontext bezogen, sondern auch auf neue Problemstellungen bezogen werden kann.
- Lernende sollen das Gelernte selbst artikulieren und reflektieren. Dabei soll es zu einer Abstraktion des Wissens kommen, um das Wissen später auf andere Probleme anzuwenden. Da das Wissen von den Lernenden auf diese Art selbst abstrahiert wird, unterscheidet es sich von direkt gelerntem abstraktem Wissen. Durch die eigene Abstraktion des Wissens wird dieses direkt mit Situationsbezügen verknüpft.
- Gerade das Lernen in einem sozialen Kontext soll bei der Gestaltung von Lernumgebungen berücksichtigt werden. Kooperatives Lernen und Problemlösen, die Einrichtung von Lerngruppen und das Lernen und Arbeiten mit Experten sind hierbei wichtige Faktoren.

### Weitere Modelle 'Sozialen Lernens'
- E. Hutchins: Cognition in the Wild. MIT Press, 1995, ISBN 0-262-58146-9.
- E. Hutchins: How a cockpit remembers its speeds. In: Cognitive Science. Band 19, 1995, S. 265–288.
- D. A. Norman: Things that make us smart. Addison-Wesley, 1993.
- M. Perry: Distributed Cognition. In: J. M. Carroll (Hrsg.): HCI Models, Theories, and Frameworks: Toward an Interdisciplinary Science. Morgan Kaufmann, 2003, S. 193–223.
- J. Zhang, D. A. Norman: Representations in Distributed Cognitive Tasks. In: Cognitive Science. Band 18, 1994, S. 87–122.
- Gavriel Salomon: Distributed cognitions: Psychological and educational considerations. Cambridge University Press, 1993, ISBN 0-521-57423-4.

### Anwendung im deutschsprachigen Raum
- H. Mandl, H. Gruber, A. Renkl: Situiertes Lernen in multimedialen Lernumgebungen. In: Ludwig J. Issing, Paul Klimsa (Hrsg.): Information und Lernen mit Multimedia und Internet. Beltz, Psychologie Verlags Union, Weinheim 2002, ISBN 3-621-27449-9, S. 139–149.

Mandl vertritt vor allem den materialbezogenen Kontextansatz. Hier soll die Umgebung möglichst realistisch gestaltet werden. Der soziale Aspekt findet als Lernen in Gruppen Eingang in die Diskussion. Diese Schwerpunktsetzung behandelt das Thema situierter sozialer Praxis, wie im anglo-amerikanischen Raum vorrangig diskutiert, als eher nachgeordnet.
- E. Kiel, J. Kahlert, L. Haag, T. Eberle: Herausfordernde Situationen in der Schule. Ein fallbasiertes Arbeitsbuch. Klinkhardt, Bad Heilbrunn 2011, ISBN 978-3-7815-1799-8.